# 宇佐神社 (世田谷区)
宇佐神社（うさじんじゃ）は東京都世田谷区の神社。

## 概要
1063年（康平5年）に創建された。1051年（永承6年）、源頼義が前九年の役に出征する際、当地で勝利を誓った。そして成就したため、凱旋の途中で当地に立ち寄り、八幡社を建てたのが起源である。
境内には、「八幡塚」と呼ばれる古墳が存在している。

## 交通アクセス
- 東急大井町線尾山台駅より徒歩10分。
- 東急大井町線等々力駅よりバス(東急バス　等01系統)「はちまん橋」下車